# Gran Premio del Lussemburgo 1997
Il Gran Premio di Lussemburgo 1997 si è disputato il 28 settembre 1997 al Nürburgring ed ha visto l'ultima vittoria in carriera di Jacques Villeneuve, seguito da Jean Alesi e Heinz-Harald Frentzen.

## Vigilia
Ultima gara al muretto Benetton per Flavio Briatore, che dal successivo gran Premio sarebbe stato sostituito da David Richards. Dopo il brutto incidente di Montreal torna in gara Oliver Panis su Prost. Al suo fianco ci sarà ancora Nakano, nonostante Alain Prost abbia cercato di fare pressione sulla Mugen-Honda per far sì che Jarno Trulli rimanesse al suo posto. L'italiano è stato comunque confermato per il 1998, quando la Prost avrà i motori Peugeot.

## Qualifiche

### Resoconto
In prova il più veloce è per la prima volta in carriera Mika Häkkinen su McLaren: era dal Gran Premio d'Australia del 1993 che la scuderia di Woking non partiva in pole, mentre la Mercedes conquista la sua prima partenza al palo da motorista dal Gran Premio d'Italia 1955. Precede le due Williams di Villeneuve e Frentzen, poi Fisichella, Michael Schumacher, Coulthard, Berger e Ralf Schumacher.

### Risultati
| Pos | Nº | Pilota                | Costruttore       | Pneumatici | Tempo    | Distacco |
| --- | -- | --------------------- | ----------------- | ---------- | -------- | -------- |
| 1   | 9  | Mika Häkkinen         | McLaren-Mercedes  | G          | 1'16"602 |          |
| 2   | 3  | Jacques Villeneuve    | Williams-Renault  | G          | 1'16"691 | +0"089   |
| 3   | 4  | Heinz-Harald Frentzen | Williams-Renault  | G          | 1'16"741 | +0"139   |
| 4   | 12 | Giancarlo Fisichella  | Jordan-Peugeot    | G          | 1'17"289 | +0"687   |
| 5   | 5  | Michael Schumacher    | Ferrari           | G          | 1'17"385 | +0"783   |
| 6   | 10 | David Coulthard       | McLaren-Mercedes  | G          | 1'17"387 | +0"785   |
| 7   | 8  | Gerhard Berger        | Benetton-Renault  | G          | 1'17"587 | +0"985   |
| 8   | 11 | Ralf Schumacher       | Jordan-Peugeot    | G          | 1'17"595 | +0"993   |
| 9   | 22 | Rubens Barrichello    | Stewart-Ford      | B          | 1'17"614 | +1"012   |
| 10  | 7  | Jean Alesi            | Benetton-Renault  | G          | 1'17"620 | +1"018   |
| 11  | 14 | Olivier Panis         | Prost-Mugen-Honda | B          | 1'17"650 | +1"048   |
| 12  | 23 | Jan Magnussen         | Stewart-Ford      | B          | 1'17"722 | +1"120   |
| 13  | 1  | Damon Hill            | Arrows-Yamaha     | B          | 1'17"795 | +1"193   |
| 14  | 6  | Eddie Irvine          | Ferrari           | G          | 1'17"855 | +1"253   |
| 15  | 2  | Pedro Diniz           | Arrows-Yamaha     | B          | 1'18"128 | +1"526   |
| 16  | 16 | Johnny Herbert        | Sauber-Petronas   | G          | 1'18"303 | +1"701   |
| 17  | 15 | Shinji Nakano         | Prost-Mugen-Honda | B          | 1'18"699 | +2"097   |
| 18  | 21 | Tarso Marques         | Minardi-Hart      | B          | 1'19"347 | +2"745   |
| 19  | 17 | Gianni Morbidelli     | Sauber-Petronas   | G          | 1'19"490 | +2"888   |
| 20  | 19 | Mika Salo             | Tyrrell-Ford      | G          | 1'19"526 | +2"924   |
| 21  | 18 | Jos Verstappen        | Tyrrell-Ford      | G          | 1'19"531 | +2"929   |
| 22  | 20 | Ukyo Katayama         | Minardi-Hart      | B          | 1'20"615 | +4"013   |

## Gara

### Resoconto
Quando i semafori si spengono le due McLaren partono molto bene mentre poco dietro di loro alla prima curva arrivano affiancati in tre, ossia i fratelli Schumacher e Fisichella, e per tre non c'è abbastanza posto. Fisichella tocca Ralf il quale decolla sulla Ferrari di Michael che rompe una sospensione; nel caos finisce anche la Minardi di Katayama. Tre vetture (le Jordan e la Minardi) sono già fuori gara e, alla fine del primo giro, diventano cinque quando esplode il motore alla seconda Minardi di Marques e Michael Schumacher deve rientrare ai box con la sospensione anteriore destra piegata a causa dell'urto.
Häkkinen viaggia in testa davanti a Coulthard, Villeneuve, Barrichello, Alesi, Magnussen, Hill e Diniz. Berger, che nel caos del primo giro era precipitato in quindicesima posizione, passa prima Irvine e poi Frentzen. Al 16º giro Herbert è il primo a fermarsi ai box; nel frattempo Berger ha recuperato altre due posizioni passando Panis e Diniz. Quando anche Häkkinen saldamente in testa alla corsa si ferma ai box la gara ha perso anche Nakano e Irvine. Tutti i piloti di testa gommati Goodyear hanno effettuato la sosta mentre quelli Bridgestone non accennano a cambi.
Dopo la girandola delle soste, le due McLaren conducono indisturbate davanti a Villeneuve, Barrichello, Magnussen, Hill, Diniz, Alesi, Panis e Berger. Al 32º giro Damon Hill è il primo pilota Bridgestone a fermarsi. Al 39°, alla ripartenza dopo la sosta, Magnussen rompe un semiasse. La gara si decide clamorosamente fra il 42º e il 43º giro: proprio mentre Coulthard, che era secondo, passa davanti al traguardo, esplode il suo motore Mercedes; lo scozzese non fa neanche in tempo ad uscire dalla vettura che nello stesso punto arriva anche lo sfortunatissimo Häkkinen con il motore fumante.
Ma non finisce qui: neanche un giro e Barrichello, ottimamente terzo, rompe il cambio e saluta la compagnia. Villeneuve vede praticamente scomparire i due che lo sopravanzavano e quello che lo seguiva in solo due giri. Quando rientra ai box per il secondo cambio ha ormai ben 37" di vantaggio su Alesi. Il canadese adesso amministra il vantaggio su Alesi, seguono Frentzen, Berger, Diniz e Panis. Nel finale si assiste ad una bella lotta fra Diniz e Panis per il quinto posto: il francese nonostante i tanti tentativi non riuscirà a passare il brasiliano. Villeneuve vince la settima gara stagionale e mette una seria ipoteca sul campionato: i punti di vantaggio su Schumacher sono adesso nove a solo due gare dal termine; il tutto è frutto di un clamoroso 22 a 2 nelle ultime tre gare.
Le cose per la Ferrari vanno ancora peggio nella classifica costruttori dove la Williams sempre nelle ultime tre gare ha messo a segno un 34 a 2 probabilmente decisivo. La scuderia inglese adesso guida con 112 punti, ventisei in più della Ferrari.

### Risultati
| Pos      | Nº | Pilota                | Costruttore       | Pneumatici | Giri | Tempo/Ritiro             | Griglia | Punti |
| -------- | -- | --------------------- | ----------------- | ---------- | ---- | ------------------------ | ------- | ----- |
| 1        | 3  | Jacques Villeneuve    | Williams-Renault  | G          | 67   | 1h 31'27"843             | 2       | 10    |
| 2        | 7  | Jean Alesi            | Benetton-Renault  | G          | 67   | +11"770                  | 10      | 6     |
| 3        | 4  | Heinz-Harald Frentzen | Williams-Renault  | G          | 67   | +13"480                  | 3       | 4     |
| 4        | 8  | Gerhard Berger        | Benetton-Renault  | G          | 67   | +16"416                  | 7       | 3     |
| 5        | 2  | Pedro Diniz           | Arrows-Yamaha     | B          | 67   | +43"147                  | 15      | 2     |
| 6        | 14 | Olivier Panis         | Prost-Mugen-Honda | B          | 67   | +43"750                  | 11      | 1     |
| 7        | 16 | Johnny Herbert        | Sauber-Petronas   | G          | 67   | +44"354                  | 16      |       |
| 8        | 1  | Damon Hill            | Arrows-Yamaha     | B          | 67   | +44"777                  | 13      |       |
| 9        | 17 | Gianni Morbidelli     | Sauber-Petronas   | G          | 66   | +1 giro                  | 19      |       |
| 10       | 19 | Mika Salo             | Tyrrell-Ford      | G          | 66   | +1 giro                  | 20      |       |
| Ritirato | 18 | Jos Verstappen        | Tyrrell-Ford      | G          | 50   | Testacoda                | 21      |       |
| Ritirato | 9  | Mika Häkkinen         | McLaren-Mercedes  | G          | 43   | Motore                   | 1       |       |
| Ritirato | 22 | Rubens Barrichello    | Stewart-Ford      | B          | 43   | Cambio                   | 9       |       |
| Ritirato | 10 | David Coulthard       | McLaren-Mercedes  | G          | 42   | Motore                   | 6       |       |
| Ritirato | 23 | Jan Magnussen         | Stewart-Ford      | B          | 40   | Semiasse                 | 12      |       |
| Ritirato | 6  | Eddie Irvine          | Ferrari           | G          | 22   | Motore                   | 14      |       |
| Ritirato | 15 | Shinji Nakano         | Prost-Mugen-Honda | B          | 16   | Motore                   | 17      |       |
| Ritirato | 5  | Michael Schumacher    | Ferrari           | G          | 2    | Collisione alla partenza | 5       |       |
| Ritirato | 21 | Tarso Marques         | Minardi-Hart      | B          | 1    | Motore                   | 18      |       |
| Ritirato | 20 | Ukyo Katayama         | Minardi-Hart      | B          | 1    | Collisione alla partenza | 22      |       |
| Ritirato | 12 | Giancarlo Fisichella  | Jordan-Peugeot    | G          | 0    | Collisione alla partenza | 4       |       |
| Ritirato | 11 | Ralf Schumacher       | Jordan-Peugeot    | G          | 0    | Collisione alla partenza | 8       |       |

## Classifiche

### Piloti
| Pos. | Pilota                | Punti |
| ---- | --------------------- | ----- |
| 1    | Jacques Villeneuve    | 77    |
| 2    | Michael Schumacher    | 68    |
| 3    | Heinz-Harald Frentzen | 35    |
| 4    | Jean Alesi            | 34    |
| 5    | David Coulthard       | 30    |
| 6    | Gerhard Berger        | 24    |
| 7    | Giancarlo Fisichella  | 20    |
| 8    | Eddie Irvine          | 18    |
| 9    | Olivier Panis         | 16    |
| 10   | Mika Häkkinen         | 14    |
| 10   | Johnny Herbert        | 14    |
| 12   | Ralf Schumacher       | 13    |
| 13   | Damon Hill            | 7     |
| 14   | Rubens Barrichello    | 6     |
| 15   | Alexander Wurz        | 4     |
| 16   | Jarno Trulli          | 3     |
| 17   | Mika Salo             | 2     |
| 17   | Shinji Nakano         | 2     |
| 17   | Pedro Diniz           | 2     |
| 20   | Nicola Larini         | 1     |

### Costruttori
| Pos. | Squadra           | Punti |
| ---- | ----------------- | ----- |
| 1    | Williams-Renault  | 112   |
| 2    | Ferrari           | 86    |
| 3    | Benetton-Renault  | 62    |
| 4    | McLaren-Mercedes  | 44    |
| 5    | Jordan-Peugeot    | 33    |
| 6    | Prost-Mugen-Honda | 21    |
| 7    | Sauber-Petronas   | 15    |
| 8    | Arrows-Yamaha     | 9     |
| 9    | Stewart-Ford      | 6     |
| 10   | Tyrrell-Ford      | 2     |

## Fonti
Salvo indicazioni diverse le classifiche sono tratte da 
- (EN) Sito di The Official Formula 1, su formula1.com. URL consultato l'11 aprile 2009 (archiviato dall'url originale il 30 settembre 2007).
- GPupdate.net [collegamento interrotto], su f1.gpupdate.net. URL consultato l'11 aprile 2009.